# Esquire (titre)
Pour les articles homonymes, voir Esquire.
Esquire (abrégé en Esq.) est un terme britannique dérivé du moyen français esquier, de l'ancien français escuyer (qui porte l'écu). 
De manière plus générale, il s'agit d'un titre de respect qui dénote un certain statut social[Lequel ?].
Jusqu'au début du XXe siècle, il s'appliquait aux membres de la gentry qui ne possédaient aucun titre de rang supérieur.
À l'époque victorienne, pouvaient porter le titre d'esquire en Angleterre, :
- les fils aînés des fils cadets de pairs du royaume, et leur fils aîné en descendance perpétuelle,
- les fils cadets des baronets[réf. nécessaire],
- les fils aînés des fils aînés de chevaliers (knights) en descendance perpétuelle
- les lords of the manor, chefs de clans ou de famille noble non titrée et blasonnée (arms-bearer),
- les personnages nommés à ce rang par ordonnance spéciale (patent), ainsi que leur fils aîné en descendance perpétuelle,
- les titulaires d’offices accordés par la couronne (juges de paix, maires [durant leur mandat], sheriffs de comté [à vie]), durant l’exercice de leur mandat,
- les membres de la cour désignés pour veiller sur la personne du roi et désignés comme écuyers du corps,
- les membres du Parlement,
- les avocats,
- les bacheliers en théologie, droit et médecine,
- enfin, toute personne désignant comme telle dans une commission de la couronne (officiers) (usage à vie).

Ce titre demeure en usage au Royaume-Uni pour certaines charges ou fonctions officielles (juges) ou symboliques (lord of the manor), Depuis le milieu du XXe siècle, son usage s'est toutefois élargi au point d'être assimilable au Mr., avant d'être considéré comme archaïque ou désuet et de voir son emploi s'atténuer. Il semble que, depuis les années 2010, son usage réapparaisse. Certaines institutions n'ont jamais cessé de l'employer, comme Christie's ou le palais de Buckingham (dont les courriers et les invitations réservent toutefois le Esq. aux seuls sujets britanniques).
Il est par ailleurs aujourd'hui conventionnellement employé aux États-Unis par les avocats et les diplomates. Il se place systématiquement après le nom, le plus souvent en version abrégée (par exemple : K.S. Smith, Esq.).